# Milà-Torí 2023
La Milà-Torí 2023 va ser l'edició 104 de la Milà-Torí. Es disputà el 15 de març de 2023 sobre un recorregut de 192 km amb sortida a Rho i arribada a Orbassano. La cursa formava part de l'UCI ProSeries amb una categoria 1.Pro.
El vencedor fou el neerlandès Arvid de Kleijn (Tudor Pro Cycling), que s'imposà a l'esprint a Fernando Gaviria (Movistar Team) i Casper van Uden (Team DSM) segon i tercer respectivament.

## Equips
L'organització convidà a 17 equips a prendre part en aquesta edició de la Nokere Koerse, deu de categoria UCI WorldTeam i set UCI ProTeams.
| WorldTeams (10)- AG2R Citroën Team - Astana Qazaqstan Team - Bora-Hansgrohe - EF Education-EasyPost - Intermarché-Circus-Wanty - Movistar Team - Arkéa-Samsic - Team DSM - Team Jayco AlUla - Trek-Segafredo ProTeams (7)- Bingoal WB - Eolo-Kometa - Green Project-Bardiani CSF-Faizanè - Israel-Premier Tech - Q36.5 Pro Cycling Team - Team Corratec - Tudor Pro Cycling Team |
| |

## Classificació final
| \| Classificació general \| Classificació general \| Classificació general \| Classificació general \| Classificació general \| \| Corredor \| Corredor \| Equip \| Temps \| \| \| --------------------- \| ----------------------- \| ---------------------- \| --------------------- \| --------------------- \| \| 1r \| Arvid de Kleijn \| Tudor Pro Cycling Team \| 3h 59' 02" \| \| \| 2n \| Fernando Gaviria Rendón \| Movistar Team \| + 0" \| \| \| 3r \| Casper van Uden \| Team DSM \| + 0" \| \| \| 4t \| Itamar Einhorn \| Israel-Premier Tech \| + 0" \| \| \| 5è \| Matteo Moschetti \| Q36.5 Pro Cycling Team \| + 0" \| \| \| 6è \| Nacer Bouhanni \| Arkéa-Samsic \| + 0" \| \| \| 7è \| Jordi Meeus \| Bora-Hansgrohe \| + 0" \| \| \| 8è \| Andrea Vendrame \| AG2R Citroën Team \| + 0" \| \| \| 9è \| Jon Aberasturi Izaga \| Trek-Segafredo \| + 0" \| \| \| 10è \| Dylan Groenewegen \| Team Jayco AlUla \| + 0" \| \| |                         |                        |            |
| |                         |                        |            |
| Font: ProCyclingStats |                         |                        |            |
| Classificació general |                         |                        |            |
| Corredor | Corredor                | Equip                  | Temps      |
| 1r | Arvid de Kleijn         | Tudor Pro Cycling Team | 3h 59' 02" |
| 2n | Fernando Gaviria Rendón | Movistar Team          | + 0"       |
| 3r | Casper van Uden         | Team DSM               | + 0"       |
| 4t | Itamar Einhorn          | Israel-Premier Tech    | + 0"       |
| 5è | Matteo Moschetti        | Q36.5 Pro Cycling Team | + 0"       |
| 6è | Nacer Bouhanni          | Arkéa-Samsic           | + 0"       |
| 7è | Jordi Meeus             | Bora-Hansgrohe         | + 0"       |
| 8è | Andrea Vendrame         | AG2R Citroën Team      | + 0"       |
| 9è | Jon Aberasturi Izaga    | Trek-Segafredo         | + 0"       |
| 10è | Dylan Groenewegen       | Team Jayco AlUla       | + 0"       |